# Smoothie King Center
O Smoothie King Center (anteriormente chamado de New Orleans Arena) é um ginásio poliesportivo localizado na cidade de Nova Orleans, nos Estados Unidos. Possui uma capacidade máxima de mais de 19.000 espectadores em shows, mas também de 18.500 em partidas de basquete e de aproximadamente 16.500 em partidas de arena football. É sede das partidas dos New Orleans Pelicans. Está localizado próximo ao Caesars Superdome, estádio do New Orleans Saints.